# Beatrice Masini
Beatrice Masini (Milão, 1 de abril de 1962), é uma jornalista,  e tradutora italiana de livros infanto-juvenis.
Mais conhecida por ter sido a tradutora para o italiano de dois dos livros da série Harry Potter: Harry Potter e o Cálice de Fogo e Harry Potter e o Prisioneiro de Azkaban.